# Zapieczne
Zapieczne [zaˈpjɛt͡ʂnɛ] est un village polonais de la gmina de Troszyn dans le powiat d'Ostrołęka et dans la voïvodie de Mazovie. Il se situe à environ 6 kilomètres à l'ouest de Troszyn, à 9 kilomètres au sud-est d'Ostrołęka et à 99 kilomètres au nord-est de Varsovie.